# Етнографско-археологически музей (Елхово)
Етнографско-археологическият музей в Елхово, област Ямбол е основан с откриването на етнографска музейна сбирка през 1958 г. Създаден е по идея на Иван Желязков – пръв директор на музея. Разположен е в две двуетажни постройки в централната част на град Елхово, построени  през 1933 година и обединени в едно цяло през шестдесетте години. Сградата е претърпяла преустройство и архитектурно оформление съобразено с нужните критерии за създаването на музей. През 1966 г. е специализиран като етнографски, а през ноември 2008 г. е профилиран като етнографско-археологически. 
Етнографската експозиция е разположена в основната сграда на музея, в централната градска част, върху площ от 244 m², в 4 зали. Представя разнообразното етнографско наследство на община Елхово и на голяма част от Странджанско-Сакарския край. Съхраняваните във фонда му над 22500 оригинални етнографски материали са групирани в няколко теми и разпределени в различни отдели: „Обработване на земята“, „Животновъдство“, „Транспорт, лов, риболов“, „Домашна уредба и жилище“, „Облекло и накити“, „Тъкани и шевици“, „Традиционни и домашни занаяти“, „Народна духовна култура, обичаи и фолклор“.
В първата зала на експозицията са представени основните поминъци на населението от края на XIX и началото на XX век – земеделие, животновъдство, лозарство, лов и риболов, тютюнопроизводство, някои традиционни занаяти като медникарство, терзийство, каменоделство. Отделено е място на транспорта и транспортните средства.
Втората зала запознава с жилището и жилищната уредба от същия период, възстановено в експозицията в неговите естествени размери и оригинален начин на градеж.
Следващата зала представя традиционното облекло на населението на югоизточния край на българските земи от края на ХІХ – началото на ХХ век – детско, мъжко и женско, всекидневно и празнично. Голям интерес предизвиква и облеклото на българите, преселници от Одринска и Беломорска Тракия – Гюмюрджинско, Узункюприйско, Дедеагачко.
Четвъртата зала е отредена за някои традиционни празници и обичаи като сватба, кукерски игри, коледуване, лазаруване със специфичния за тях обреден реквизит, обредно облекло и обреден персонаж, илюстрирани чрез оригинални експонати – предмети и фотоматериали от съответната епоха.
В края на експозиционния пояс са изложени образци на дърворезбеното и иконописното изкуство от XIX век, дело на самобитни местни майстори от Странджанската художествена школа.
Богатото археологическо наследство на Елховско е представено в самостоятелна експозиционна зала. Изложените паметници демонстрират богатата хилядолетна култура на земите по Долна Тунджа, между Странджа и Сакар. Изключително редки за територията на България са 3 броя каменни скиптри от бронзовата епоха и единствения изцяло запазен меден слитък – предмонетна форма за размяна и търговия, собственост на българска музейна институция.
Огромен интерес предизвикват находките и резултатите от проучванията край селата Борисово, Стройно, Маломирово-Златиница и др. на Археологическа експедиция „Странджа“, ръководена от Даниела Агре от НАИМ – БАН, която от няколко години проучва древнотракийската култура в Елховско.
В документалния и фотоархива му се пазят над 9000 оригинални документи и фотографии, родова памет, свързана с развитието на този край от Освобождението до днес, както на местното население, така и на преселниците – българи от Одринска и Беломорска Тракия.
Музеят притежава над 3100 тома специализирана литература и над 1600 единици специализирани научни списания, които са на разположение на ученици, студенти, преподаватели.
В над 50-годишната си история музеят е участвал със свои експонати в множество национални и международни изложби.
Музеят е под № 100 в списъка на Националното движение „Опознай България – 100 национални туристически обекта“.
Етнографско-археологическият музей е носител на орден „Кирил и Методий – I степен“ и „Почетен герб на община Елхово – златен“.